# Monoxenus elongatus
Monoxenus elongatus är en skalbaggsart. Monoxenus elongatus ingår i släktet Monoxenus och familjen långhorningar.

## Underarter
Arten delas in i följande underarter:
- M. e. elongatus
- M. e. ngorongorensis